# ترکیب تیم‌های لیگ جهانی والیبال ۲۰۱۵
ترکیب تیم‌های لیگ جهانی والیبال ۲۰۱۵ (انگلیسی: 2015 FIVB Volleyball World League squads) این مقاله فهرست اسامی بازیکنان و آمار همه تیم‌های شرکت‌کننده در مسابقات لیگ جهانی ۲۰۱۵ را نشان می‌دهد.

## گروه ۱

### گلدان A

#### استرالیا
فهرست استرالیا.
سرمربی:  روبرتو سانتیلی
| شماره. | نام               | تاریخ تولد      | قد                       | وزن                    | اسپک                    | دفاع                    | باشگاه ۲۰۱۴               |
| ------ | ----------------- | --------------- | ------------------------ | ---------------------- | ----------------------- | ----------------------- | ------------------------- |
| ۱      | آیدان زینگل (C)   | ۱۹ نوامبر ۱۹۹۰  | ۲٫۰۷ متر (۶ فوت ۹ اینچ)  | ۱۰۰ کیلوگرم (۲۲۰ پوند) | ۳۶۱ سانتیمتر (۱۴۲ اینچ) | ۳۴۶ سانتیمتر (۱۳۶ اینچ) | ورونا                     |
| ۲      | یاکوب راس گویمر   | ۲۱ ژوئن ۱۹۹۳    | ۲٫۰۳ متر (۶ فوت ۸ اینچ)  | ۱۰۰ کیلوگرم (۲۲۰ پوند) | ۳۵۰ سانتیمتر (۱۴۰ اینچ) | ۳۳۹ سانتیمتر (۱۳۳ اینچ) | اورکلیونگ                 |
| ۳      | ناتان روبرتز      | ۱۷ فوریه ۱۹۸۶   | ۱٫۹۹ متر (۶ فوت ۶ اینچ)  | ۹۰ کیلوگرم (۲۰۰ پوند)  | ۳۴۲ سانتیمتر (۱۳۵ اینچ) | ۳۲۸ سانتیمتر (۱۲۹ اینچ) | آچ لیوبلیانا              |
| ۴      | پل ساندرسون       | ۷ ژانویه ۱۹۸۶   | ۱٫۹۵ متر (۶ فوت ۵ اینچ)  | ۹۴ کیلوگرم (۲۰۷ پوند)  | ۳۴۸ سانتیمتر (۱۳۷ اینچ) | ۳۳۵ سانتیمتر (۱۳۲ اینچ) | پرتامینا انرژی جاکارتا    |
| ۵      | تراویس پاسیر      | ۲۶ آوریل ۱۹۸۹   | ۲٫۰۶ متر (۶ فوت ۹ اینچ)  | ۹۹ کیلوگرم (۲۱۸ پوند)  | ۳۵۱ سانتیمتر (۱۳۸ اینچ) | ۳۴۰ سانتیمتر (۱۳۰ اینچ) | مؤسسه ورزشی استرالیا      |
| ۶      | توماس ادگار       | ۲۱ ژوئن ۱۹۸۹    | ۲٫۱۲ متر (۶ فوت ۱۱ اینچ) | ۱۰۶ کیلوگرم (۲۳۴ پوند) | ۳۵۷ سانتیمتر (۱۴۱ اینچ) | ۳۴۱ سانتیمتر (۱۳۴ اینچ) | لیگ گریتز                 |
| ۷      | هریسون پیکوک      | ۳۱ ژانویه ۱۹۹۱  | ۱٫۹۲ متر (۶ فوت ۴ اینچ)  | ۸۷ کیلوگرم (۱۹۲ پوند)  | ۳۵۳ سانتیمتر (۱۳۹ اینچ) | ۳۳۹ سانتیمتر (۱۳۳ اینچ) | مؤسسه ورزشی استرالیا      |
| ۸      | ژاک بورجیود       | ۱۹ ژوئن ۱۹۹۱    | ۱٫۷۸ متر (۵ فوت ۱۰ اینچ) | ۷۰ کیلوگرم (۱۵۰ پوند)  | ۳۲۱ سانتیمتر (۱۲۶ اینچ) | ۳۱۰ سانتیمتر (۱۲۰ اینچ) | دانشگاه رجاینا            |
| ۹      | آدام وایت         | ۸ نوامبر ۱۹۸۹   | ۲٫۰۳ متر (۶ فوت ۸ اینچ)  | ۸۹ کیلوگرم (۱۹۶ پوند)  | ۳۵۱ سانتیمتر (۱۳۸ اینچ) | ۳۳۶ سانتیمتر (۱۳۲ اینچ) | ورونا                     |
| ۱۰     | بنجامین بل        | ۲۴ فوریه ۱۹۹۰   | ۲٫۰۰ متر (۶ فوت ۷ اینچ)  | ۹۲ کیلوگرم (۲۰۳ پوند)  | ۳۴۵ سانتیمتر (۱۳۶ اینچ) | ۳۳۳ سانتیمتر (۱۳۱ اینچ) | لینشوپینگ                 |
| ۱۱     | لوک پری           | ۲۰ نوامبر ۱۹۹۵  | ۱٫۸۰ متر (۵ فوت ۱۱ اینچ) | ۷۵ کیلوگرم (۱۶۵ پوند)  | ۳۳۰ سانتیمتر (۱۳۰ اینچ) | ۳۱۵ سانتیمتر (۱۲۴ اینچ) | لاکاپا                    |
| ۱۲     | نحمیا مت          | ۲۱ ژوئن ۱۹۹۳    | ۲٫۰۴ متر (۶ فوت ۸ اینچ)  | ۹۱ کیلوگرم (۲۰۱ پوند)  | ۳۶۲ سانتیمتر (۱۴۳ اینچ) | ۳۵۴ سانتیمتر (۱۳۹ اینچ) | تی وی بول                 |
| ۱۳     | ساموئل واکر       | ۱۹ فوریه ۱۹۹۵   | ۲٫۰۸ متر (۶ فوت ۱۰ اینچ) | ۹۰ کیلوگرم (۲۰۰ پوند)  | ۳۵۰ سانتیمتر (۱۴۰ اینچ) | ۳۳۷ سانتیمتر (۱۳۳ اینچ) | کوریانو والی              |
| ۱۴     | گریگوری سوکوچف    | ۱۸ فوریه ۱۹۸۸   | ۱٫۹۶ متر (۶ فوت ۵ اینچ)  | ۸۶ کیلوگرم (۱۹۰ پوند)  | ۳۴۰ سانتیمتر (۱۳۰ اینچ) | ۳۲۹ سانتیمتر (۱۳۰ اینچ) | تنورین                    |
| ۱۵     | توماس داگلاس-پاول | ۱۶ سپتامبر ۱۹۹۲ | ۱٫۹۴ متر (۶ فوت ۴ اینچ)  | ۸۲ کیلوگرم (۱۸۱ پوند)  | ۳۵۶ سانتیمتر (۱۴۰ اینچ) | ۳۳۲ سانتیمتر (۱۳۱ اینچ) | دانشگاه وینی پگ           |
| ۱۶     | لوک اسمیت         | ۳۰ اوت ۱۹۹۰     | ۲٫۰۴ متر (۶ فوت ۸ اینچ)  | ۹۵ کیلوگرم (۲۰۹ پوند)  | ۳۶۰ سانتیمتر (۱۴۰ اینچ) | ۳۴۲ سانتیمتر (۱۳۵ اینچ) | هرشینگ                    |
| ۱۷     | پل کارول          | ۱۶ مه ۱۹۸۶      | ۲٫۰۷ متر (۶ فوت ۹ اینچ)  | ۹۸ کیلوگرم (۲۱۶ پوند)  | ۳۵۴ سانتیمتر (۱۳۹ اینچ) | ۳۴۰ سانتیمتر (۱۳۰ اینچ) | شارلوتنبرگ برلین          |
| ۱۸     | لینکلن ویلیامز    | ۶ اکتبر ۱۹۹۳    | ۲٫۰۰ متر (۶ فوت ۷ اینچ)  | ۱۰۴ کیلوگرم (۲۲۹ پوند) | ۳۵۳ سانتیمتر (۱۳۹ اینچ) | ۳۳۰ سانتیمتر (۱۳۰ اینچ) | سلور تالین                |
| ۱۹     | شین الکساندر      | ۷ ژانویه ۱۹۸۶   | ۲٫۰۲ متر (۶ فوت ۸ اینچ)  | ۹۵ کیلوگرم (۲۰۹ پوند)  | ۳۳۹ سانتیمتر (۱۳۳ اینچ) | ۳۲۰ سانتیمتر (۱۳۰ اینچ) | کوئینزلند پایرتس          |
| ۲۰     | الکساندر مکمولین  | ۱ اوت ۱۹۹۵      | ۲٫۰۱ متر (۶ فوت ۷ اینچ)  | ۷۶ کیلوگرم (۱۶۸ پوند)  | ۳۵۵ سانتیمتر (۱۴۰ اینچ) | ۳۴۰ سانتیمتر (۱۳۰ اینچ) | دانشگاه آلبرتا            |
| ۲۱     | آرشدیپ دوسان      | ۳۰ ژوئیه ۱۹۹۶   | ۲٫۰۵ متر (۶ فوت ۹ اینچ)  | ۸۵ کیلوگرم (۱۸۷ پوند)  | ۳۴۷ سانتیمتر (۱۳۷ اینچ) | ۳۳۵ سانتیمتر (۱۳۲ اینچ) | لاکاپا                    |
| ۲۲     | ترنت اودیا        | ۱۱ مه ۱۹۹۴      | ۲٫۰۱ متر (۶ فوت ۷ اینچ)  | ۹۵ کیلوگرم (۲۰۹ پوند)  | ۳۵۴ سانتیمتر (۱۳۹ اینچ) | ۳۴۴ سانتیمتر (۱۳۵ اینچ) | لینشوپینگ                 |
| ۲۳     | بیو گراهام        | ۱۷ آوریل ۱۹۹۴   | ۲٫۰۲ متر (۶ فوت ۸ اینچ)  | ۸۶ کیلوگرم (۱۹۰ پوند)  | ۳۵۱ سانتیمتر (۱۳۸ اینچ) | ۳۳۲ سانتیمتر (۱۳۱ اینچ) | استینتا اکسپلوراری        |
| ۲۴     | جردن ریچاردز      | ۲۵ سپتامبر ۱۹۹۳ | ۱٫۹۳ متر (۶ فوت ۴ اینچ)  | ۸۰ کیلوگرم (۱۸۰ پوند)  | ۳۵۴ سانتیمتر (۱۳۹ اینچ) | ۳۴۲ سانتیمتر (۱۳۵ اینچ) | تی وی اسکونیورد           |
| ۲۵     | توماس هاجز        | ۴ ژوئیه ۱۹۹۴    | ۱٫۹۷ متر (۶ فوت ۶ اینچ)  | ۹۵ کیلوگرم (۲۰۹ پوند)  | ۳۵۰ سانتیمتر (۱۴۰ اینچ) | ۳۳۸ سانتیمتر (۱۳۳ اینچ) | دانشگاه کالیفرنیا، ارواین |

#### برزیل
فهرست برزیل.
سرمربی: برناردو رزنده
| شماره. | نام                   | تاریخ تولد      | قد                       | وزن                    | اسپک                    | دفاع                    | باشگاه ۲۰۱۴          |
| ------ | --------------------- | --------------- | ------------------------ | ---------------------- | ----------------------- | ----------------------- | -------------------- |
| ۱      | برونو رزنده (C)       | ۲ ژوئیه ۱۹۸۶    | ۱٫۹۰ متر (۶ فوت ۳ اینچ)  | ۷۶ کیلوگرم (۱۶۸ پوند)  | ۳۲۳ سانتیمتر (۱۲۷ اینچ) | ۳۰۲ سانتیمتر (۱۱۹ اینچ) | مودنا                |
| ۲      | ایزاک سانتوس          | ۱۳ دسامبر ۱۹۹۰  | ۲٫۰۵ متر (۶ فوت ۹ اینچ)  | ۸۴ کیلوگرم (۱۸۵ پوند)  | ۳۳۹ سانتیمتر (۱۳۳ اینچ) | ۳۰۶ سانتیمتر (۱۲۰ اینچ) | ساداکروزیرو          |
| ۳      | ادر کاربونرا          | ۱۹ اکتبر ۱۹۸۳   | ۲٫۰۴ متر (۶ فوت ۸ اینچ)  | ۱۰۱ کیلوگرم (۲۲۳ پوند) | ۳۵۰ سانتیمتر (۱۴۰ اینچ) | ۳۳۰ سانتیمتر (۱۳۰ اینچ) | ساداکروزیرو          |
| ۴      | والاس د سوزا          | ۲۶ ژوئن ۱۹۸۷    | ۱٫۹۸ متر (۶ فوت ۶ اینچ)  | ۸۷ کیلوگرم (۱۹۲ پوند)  | ۳۴۴ سانتیمتر (۱۳۵ اینچ) | ۳۱۸ سانتیمتر (۱۲۵ اینچ) | ساداکروزیرو          |
| ۵      | سیدائو                | ۹ ژوئیه ۱۹۸۲    | ۲٫۰۳ متر (۶ فوت ۸ اینچ)  | ۹۸ کیلوگرم (۲۱۶ پوند)  | ۳۴۴ سانتیمتر (۱۳۵ اینچ) | ۳۱۸ سانتیمتر (۱۲۵ اینچ) | تائوباته فونویک      |
| ۶      | لئوناردو ویسوتو       | ۳۰ آوریل ۱۹۸۳   | ۲٫۱۲ متر (۶ فوت ۱۱ اینچ) | ۹۷ کیلوگرم (۲۱۴ پوند)  | ۳۷۰ سانتیمتر (۱۵۰ اینچ) | ۳۴۵ سانتیمتر (۱۳۶ اینچ) | جی تی تاندرز         |
| ۷      | ویلیام آرجونا         | ۳۱ ژوئیه ۱۹۷۹   | ۱٫۸۵ متر (۶ فوت ۱ اینچ)  | ۷۸ کیلوگرم (۱۷۲ پوند)  | ۳۰۰ سانتیمتر (۱۲۰ اینچ) | ۲۹۵ سانتیمتر (۱۱۶ اینچ) | ساداکروزیرو          |
| ۸      | موریلو اندرس          | ۳ مه ۱۹۸۱       | ۱٫۹۰ متر (۶ فوت ۳ اینچ)  | ۷۶ کیلوگرم (۱۶۸ پوند)  | ۳۴۳ سانتیمتر (۱۳۵ اینچ) | ۳۱۹ سانتیمتر (۱۲۶ اینچ) | سسی سائو پائولو      |
| ۹      | رافائل اولیویرا       | ۱۴ ژوئن ۱۹۷۹    | ۱٫۹۰ متر (۶ فوت ۳ اینچ)  | ۸۲ کیلوگرم (۱۸۱ پوند)  | ۳۳۰ سانتیمتر (۱۳۰ اینچ) | ۳۰۶ سانتیمتر (۱۲۰ اینچ) | تائوباته فونویک      |
| ۱۰     | سرجیو سانتوس          | ۱۵ اکتبر ۱۹۷۵   | ۱٫۸۴ متر (۶ فوت ۰ اینچ)  | ۷۸ کیلوگرم (۱۷۲ پوند)  | ۳۲۵ سانتیمتر (۱۲۸ اینچ) | ۳۱۰ سانتیمتر (۱۲۰ اینچ) | سسی سائو پائولو      |
| ۱۱     | فیلیپه سیلوا          | ۲۵ اوت ۱۹۹۰     | ۱٫۸۸ متر (۶ فوت ۲ اینچ)  | ۷۷ کیلوگرم (۱۷۰ پوند)  | ۳۰۲ سانتیمتر (۱۱۹ اینچ) | ۲۹۷ سانتیمتر (۱۱۷ اینچ) | تائوباته فونویک      |
| ۱۲     | لوئیز فیلیپه فونتلس   | ۱۹ ژوئن ۱۹۸۴    | ۱٫۹۶ متر (۶ فوت ۵ اینچ)  | ۸۹ کیلوگرم (۱۹۶ پوند)  | ۳۳۰ سانتیمتر (۱۳۰ اینچ) | ۳۲۰ سانتیمتر (۱۳۰ اینچ) | تائوباته فونویک      |
| ۱۳     | مائوریسیو لوئیز دسوزا | ۲۹ سپتامبر ۱۹۸۸ | ۲٫۰۷ متر (۶ فوت ۹ اینچ)  | ۹۹ کیلوگرم (۲۱۸ پوند)  | ۰ سانتیمتر (۰ اینچ)     | ۰ سانتیمتر (۰ اینچ)     | تائوباته فونویک      |
| ۱۴     | ساموئل فوکس           | ۴ مارس ۱۹۸۴     | ۲٫۰۰ متر (۶ فوت ۷ اینچ)  | ۸۹ کیلوگرم (۱۹۶ پوند)  | ۳۴۲ سانتیمتر (۱۳۵ اینچ) | ۳۱۶ سانتیمتر (۱۲۴ اینچ) | ویوو میناس           |
| ۱۵     | اواندرو گرا           | ۲۷ دسامبر ۱۹۸۱  | ۲٫۰۷ متر (۶ فوت ۹ اینچ)  | ۱۰۳ کیلوگرم (۲۲۷ پوند) | ۳۵۹ سانتیمتر (۱۴۱ اینچ) | ۳۳۲ سانتیمتر (۱۳۱ اینچ) | سانتوری سانبیردز     |
| ۱۶     | لوکاس ساتکمپ          | ۶ مارس ۱۹۸۶     | ۲٫۰۹ متر (۶ فوت ۱۰ اینچ) | ۱۰۱ کیلوگرم (۲۲۳ پوند) | ۳۴۰ سانتیمتر (۱۳۰ اینچ) | ۳۲۱ سانتیمتر (۱۲۶ اینچ) | سسی سائو پائولو      |
| ۱۷     | موریلو راجکه          | ۳۱ ژانویه ۱۹۸۹  | ۱٫۹۴ متر (۶ فوت ۴ اینچ)  | ۷۶ کیلوگرم (۱۶۸ پوند)  | ۳۲۹ سانتیمتر (۱۳۰ اینچ) | ۳۱۰ سانتیمتر (۱۲۰ اینچ) | ترانسفر بیدگوشچ      |
| ۱۸     | ریکاردو لوکارلی       | ۱۴ فوریه ۱۹۹۲   | ۱٫۹۵ متر (۶ فوت ۵ اینچ)  | ۷۹ کیلوگرم (۱۷۴ پوند)  | ۳۳۸ سانتیمتر (۱۳۳ اینچ) | ۳۰۸ سانتیمتر (۱۲۱ اینچ) | سسی سائو پائولو      |
| ۱۹     | ماریو پدریرا          | ۳ مه ۱۹۸۲       | ۱٫۹۲ متر (۶ فوت ۴ اینچ)  | ۹۱ کیلوگرم (۲۰۱ پوند)  | ۳۳۰ سانتیمتر (۱۳۰ اینچ) | ۳۲۱ سانتیمتر (۱۲۶ اینچ) | کوپرا پیاچنزا        |
| ۲۰     | رنان بویاتی           | ۱۰ ژانویه ۱۹۹۰  | ۲٫۱۲ متر (۶ فوت ۱۱ اینچ) | ۸۵ کیلوگرم (۱۸۷ پوند)  | ۳۳۰ سانتیمتر (۱۳۰ اینچ) | ۳۱۴ سانتیمتر (۱۲۴ اینچ) | پورتو راونا          |
| ۲۱     | تیاگو برندلی          | ۲۱ اکتبر ۱۹۸۵   | ۱٫۸۸ متر (۶ فوت ۲ اینچ)  | ۸۳ کیلوگرم (۱۸۳ پوند)  | ۳۱۵ سانتیمتر (۱۲۴ اینچ) | ۳۰۰ سانتیمتر (۱۲۰ اینچ) | زیوبر مارینگا        |
| ۲۲     | مائوریسیو سیلوا       | ۴ فوریه ۱۹۸۹    | ۱٫۹۹ متر (۶ فوت ۶ اینچ)  | ۹۹ کیلوگرم (۲۱۸ پوند)  | ۳۳۵ سانتیمتر (۱۳۲ اینچ) | ۳۱۵ سانتیمتر (۱۲۴ اینچ) | سسی سائو پائولو      |
| ۲۳     | ریاد ریبیرو           | ۲ اکتبر ۱۹۸۱    | ۲٫۰۴ متر (۶ فوت ۸ اینچ)  | ۱۰۰ کیلوگرم (۲۲۰ پوند) | ۳۴۵ سانتیمتر (۱۳۶ اینچ) | ۳۲۵ سانتیمتر (۱۲۸ اینچ) | سسی سائو پائولو      |
| ۲۴     | فرناندو کرلینگ        | ۱۳ ژانویه ۱۹۹۶  | ۱٫۸۳ متر (۶ فوت ۰ اینچ)  | ۸۹ کیلوگرم (۱۹۶ پوند)  | ۳۲۰ سانتیمتر (۱۳۰ اینچ) | ۳۰۲ سانتیمتر (۱۱۹ اینچ) | ساداکروزیرو          |
| ۲۵     | لوکاس ادوارد لوه      | ۱۸ ژانویه ۱۹۹۱  | ۱٫۹۵ متر (۶ فوت ۵ اینچ)  | ۸۳ کیلوگرم (۱۸۳ پوند)  | ۳۳۶ سانتیمتر (۱۳۲ اینچ) | ۳۲۰ سانتیمتر (۱۳۰ اینچ) | زاکسا کیدژیرژن کوژله |

#### ایتالیا
فهرست ایتالیا.
سرمربی: مائورو بروتو
| شماره. | نام                 | تاریخ تولد      | قد                       | وزن                    | اسپک                    | دفاع                    | باشگاه ۲۰۱۴            |
| ------ | ------------------- | --------------- | ------------------------ | ---------------------- | ----------------------- | ----------------------- | ---------------------- |
| ۱      | استفانو منگوتزی     | ۶ مه ۱۹۸۵       | ۲٫۰۲ متر (۶ فوت ۸ اینچ)  | ۸۸ کیلوگرم (۱۹۴ پوند)  | ۳۳۳ سانتیمتر (۱۳۱ اینچ) | ۳۱۸ سانتیمتر (۱۲۵ اینچ) | روبور پورتو کوستا      |
| ۲      | گابریل نلی          | ۴ دسامبر ۱۹۹۳   | ۲٫۱۰ متر (۶ فوت ۱۱ اینچ) | ۱۰۰ کیلوگرم (۲۲۰ پوند) | ۳۵۵ سانتیمتر (۱۴۰ اینچ) | ۳۲۰ سانتیمتر (۱۳۰ اینچ) | ترنتیتو                |
| ۳      | جیاکومو رافائلی     | ۷ فوریه ۱۹۹۵    | ۱٫۹۸ متر (۶ فوت ۶ اینچ)  | ۹۵ کیلوگرم (۲۰۹ پوند)  | ۳۳۸ سانتیمتر (۱۳۳ اینچ) | ۳۳۰ سانتیمتر (۱۳۰ اینچ) | ایتالیا کلوب           |
| ۴      | لوکا وتوری          | ۲۶ آوریل ۱۹۹۱   | ۲٫۰۰ متر (۶ فوت ۷ اینچ)  | ۹۵ کیلوگرم (۲۰۹ پوند)  | ۳۴۵ سانتیمتر (۱۳۶ اینچ) | ۳۲۳ سانتیمتر (۱۲۷ اینچ) | مودنا                  |
| ۵      | آدریانو پائولوچی    | ۱۱ فوریه ۱۹۷۹   | ۱٫۹۰ متر (۶ فوت ۳ اینچ)  | ۸۴ کیلوگرم (۱۸۵ پوند)  | ۳۱۰ سانتیمتر (۱۲۰ اینچ) | ۲۹۰ سانتیمتر (۱۱۰ اینچ) | سر سافتی اومبریا پروجا |
| ۶      | سیمونه جیانلی       | ۶ اوت ۱۹۹۶      | ۱٫۹۸ متر (۶ فوت ۶ اینچ)  | ۹۲ کیلوگرم (۲۰۳ پوند)  | ۳۴۲ سانتیمتر (۱۳۵ اینچ) | ۲۶۵ سانتیمتر (۱۰۴ اینچ) | ترنتینو                |
| 7      | سالواتوره روسینی    | ۱۳ ژوئیه ۱۹۸۶   | ۱٫۸۵ متر (۶ فوت ۱ اینچ)  | ۸۲ کیلوگرم (۱۸۱ پوند)  | ۳۱۲ سانتیمتر (۱۲۳ اینچ) | ۳۰۱ سانتیمتر (۱۱۹ اینچ) | مودنا                  |
| ۸      | داویده سایتا        | ۲۳ ژوئن ۱۹۸۷    | ۱٫۸۲ متر (۶ فوت ۰ اینچ)  | ۹۲ کیلوگرم (۲۰۳ پوند)  | ۳۲۰ سانتیمتر (۱۳۰ اینچ) | ۳۰۰ سانتیمتر (۱۲۰ اینچ) | تولوز                  |
| ۹      | ایوان زایتسف        | ۲ اکتبر ۱۹۸۸    | ۲٫۰۲ متر (۶ فوت ۸ اینچ)  | ۹۲ کیلوگرم (۲۰۳ پوند)  | ۳۵۵ سانتیمتر (۱۴۰ اینچ) | ۳۴۸ سانتیمتر (۱۳۷ اینچ) | دینامو مسکو            |
| ۱۰     | فیلیپو لانزا        | ۳ مارس ۱۹۹۱     | ۱٫۹۸ متر (۶ فوت ۶ اینچ)  | ۹۸ کیلوگرم (۲۱۶ پوند)  | ۳۵۰ سانتیمتر (۱۴۰ اینچ) | ۳۳۰ سانتیمتر (۱۳۰ اینچ) | ترنتینو                |
| ۱۱     | سیمونه بوتی         | ۱۹ سپتامبر ۱۹۸۳ | ۲٫۰۶ متر (۶ فوت ۹ اینچ)  | ۱۰۰ کیلوگرم (۲۲۰ پوند) | ۳۴۶ سانتیمتر (۱۳۶ اینچ) | ۳۲۸ سانتیمتر (۱۲۹ اینچ) | سر سافتی اومبریا پروجا |
| ۱۲     | لوئیجی رانداتزو     | ۳۰ آوریل ۱۹۹۴   | ۱٫۹۸ متر (۶ فوت ۶ اینچ)  | ۹۷ کیلوگرم (۲۱۴ پوند)  | ۳۵۲ سانتیمتر (۱۳۹ اینچ) | ۲۵۵ سانتیمتر (۱۰۰ اینچ) | چیتا دی کاستلو         |
| ۱۳     | دراگان تراویکا      | ۲۸ اوت ۱۹۸۶     | ۲٫۰۰ متر (۶ فوت ۷ اینچ)  | ۹۴ کیلوگرم (۲۰۷ پوند)  | ۳۳۵ سانتیمتر (۱۳۲ اینچ) | ۳۲۰ سانتیمتر (۱۳۰ اینچ) | بلوگوری                |
| ۱۴     | ماتئو پیانو         | ۲۴ اکتبر ۱۹۹۰   | ۲٫۰۸ متر (۶ فوت ۱۰ اینچ) | ۱۰۲ کیلوگرم (۲۲۵ پوند) | ۳۵۲ سانتیمتر (۱۳۹ اینچ) | ۳۲۵ سانتیمتر (۱۲۸ اینچ) | مودنا                  |
| ۱۵     | امانوئل بیرارلی (C) | ۸ فوریه ۱۹۸۱    | ۲٫۰۲ متر (۶ فوت ۸ اینچ)  | ۹۵ کیلوگرم (۲۰۹ پوند)  | ۳۴۰ سانتیمتر (۱۳۰ اینچ) | ۳۱۶ سانتیمتر (۱۲۴ اینچ) | ترنتینو                |
| ۱۶     | اولگ آنتونوف        | ۲۸ ژوئیه ۱۹۸۸   | ۱٫۹۸ متر (۶ فوت ۶ اینچ)  | ۸۸ کیلوگرم (۱۹۴ پوند)  | ۳۴۰ سانتیمتر (۱۳۰ اینچ) | ۳۱۰ سانتیمتر (۱۲۰ اینچ) | تور                    |
| ۱۷     | آندره‌آ جووی         | ۱۹ اوت ۱۹۸۳     | ۱٫۸۳ متر (۶ فوت ۰ اینچ)  | ۸۰ کیلوگرم (۱۸۰ پوند)  | ۳۱۰ سانتیمتر (۱۲۰ اینچ) | ۲۹۰ سانتیمتر (۱۱۰ اینچ) | سر سافتی اومبریا پروجا |
| ۱۸     | جولیو سابی          | ۱۰ اوت ۱۹۸۹     | ۲٫۰۱ متر (۶ فوت ۷ اینچ)  | ۹۲ کیلوگرم (۲۰۳ پوند)  | ۳۵۲ سانتیمتر (۱۳۹ اینچ) | ۳۲۵ سانتیمتر (۱۲۸ اینچ) | لوبه بانکا             |
| ۱۹     | سیمونه آنزانی       | ۲۴ فوریه ۱۹۹۲   | ۲٫۰۴ متر (۶ فوت ۸ اینچ)  | ۱۰۰ کیلوگرم (۲۲۰ پوند) | ۳۵۰ سانتیمتر (۱۴۰ اینچ) | ۳۳۰ سانتیمتر (۱۳۰ اینچ) | ورونا                  |
| ۲۰     | ماسیمو کولاچی       | ۲۱ فوریه ۱۹۸۵   | ۱٫۸۰ متر (۵ فوت ۱۱ اینچ) | ۷۵ کیلوگرم (۱۶۵ پوند)  | ۳۲۴ سانتیمتر (۱۲۸ اینچ) | ۳۰۸ سانتیمتر (۱۲۱ اینچ) | ترنتینو                |
| ۲۱     | آندره‌آ گالیانی      | ۶ ژانویه ۱۹۸۸   | ۲٫۰۴ متر (۶ فوت ۸ اینچ)  | ۹۳ کیلوگرم (۲۰۵ پوند)  | ۳۶۰ سانتیمتر (۱۴۰ اینچ) | ۳۳۵ سانتیمتر (۱۳۲ اینچ) | ورو والی               |
| ۲۲     | ایلیا باسی          | ۱۵ اوت ۱۹۹۴     | ۲٫۰۲ متر (۶ فوت ۸ اینچ)  | ۹۱ کیلوگرم (۲۰۱ پوند)  | ۳۴۳ سانتیمتر (۱۳۵ اینچ) | ۳۲۰ سانتیمتر (۱۳۰ اینچ) | مولفتا                 |
| ۲۳     | جاکوپو بوتو         | ۲۲ سپتامبر ۱۹۸۷ | ۱٫۹۱ متر (۶ فوت ۳ اینچ)  | ۷۶ کیلوگرم (۱۶۸ پوند)  | ۳۴۵ سانتیمتر (۱۳۶ اینچ) | ۳۲۰ سانتیمتر (۱۳۰ اینچ) | ورو والی               |
| ۲۴     | آیمونه آلتی         | ۲۸ ژوئن ۱۹۸۸    | ۲٫۰۷ متر (۶ فوت ۹ اینچ)  | ۹۰ کیلوگرم (۲۰۰ پوند)  | ۳۴۲ سانتیمتر (۱۳۵ اینچ) | ۳۱۰ سانتیمتر (۱۲۰ اینچ) | کوپرا پیاچنزا          |
| ۲۵     | جاکوپو ماساری       | ۲ ژوئن ۱۹۸۸     | ۱٫۸۵ متر (۶ فوت ۱ اینچ)  | ۷۹ کیلوگرم (۱۷۴ پوند)  | ۳۲۸ سانتیمتر (۱۲۹ اینچ) | ۳۱۰ سانتیمتر (۱۲۰ اینچ) | کوپرا پیاچنزا          |

#### صربستان
اسامی صربستان.
سرمربی: نیکولا گربیچ
| شماره. | نام                   | تاریخ تولد      | قد                      | وزن                   | اسپک                    | دفاع                    | باشگاه ۲۰۱۴            |
| ------ | --------------------- | --------------- | ----------------------- | --------------------- | ----------------------- | ----------------------- | ---------------------- |
| ۱      | نیکولا کواچویچ        | ۱۴ فوریه ۱۹۸۳   | ۱٫۹۳ متر (۶ فوت ۴ اینچ) | ۷۸ کیلوگرم (۱۷۲ پوند) | ۳۵۰ سانتیمتر (۱۴۰ اینچ) | ۳۴۰ سانتیمتر (۱۳۰ اینچ) | پاریس                  |
| 2      | اوروش کواچویچ         | ۶ مه ۱۹۹۳       | ۱٫۹۷ متر (۶ فوت ۶ اینچ) | ۹۰ کیلوگرم (۲۰۰ پوند) | ۳۴۰ سانتیمتر (۱۳۰ اینچ) | ۳۱۰ سانتیمتر (۱۲۰ اینچ) | مودنا                  |
| 3      | مارکو ایوویچ          | ۲۲ دسامبر ۱۹۹۰  | ۱٫۹۲ متر (۶ فوت ۴ اینچ) | ۸۹ کیلوگرم (۱۹۶ پوند) | ۳۵۰ سانتیمتر (۱۴۰ اینچ) | ۳۳۰ سانتیمتر (۱۳۰ اینچ) | آسیکو رسوویا ژشوف      |
| 4      | نمانیا پتریچ          | ۲۸ ژوئیه ۱۹۸۷   | ۲٫۰۲ متر (۶ فوت ۸ اینچ) | ۸۶ کیلوگرم (۱۹۰ پوند) | ۳۳۳ سانتیمتر (۱۳۱ اینچ) | ۳۲۰ سانتیمتر (۱۳۰ اینچ) | مودنا                  |
| 5      | ایوان کستیچ           | ۸ ژانویه ۱۹۸۸   | ۱٫۹۲ متر (۶ فوت ۴ اینچ) | ۹۰ کیلوگرم (۲۰۰ پوند) | ۳۲۷ سانتیمتر (۱۲۹ اینچ) | ۳۲۰ سانتیمتر (۱۳۰ اینچ) | پارتیزان               |
| 6      | فیلیپ استویلوویچ      | ۱۱ اکتبر ۱۹۹۲   | ۱٫۹۵ متر (۶ فوت ۵ اینچ) | ۸۹ کیلوگرم (۱۹۶ پوند) | ۳۳۷ سانتیمتر (۱۳۳ اینچ) | ۳۱۵ سانتیمتر (۱۲۴ اینچ) | ستاره سرخ بلگراد       |
| 7      | دراگان استانکوویچ (C) | ۱۸ اکتبر ۱۹۸۵   | ۲٫۰۵ متر (۶ فوت ۹ اینچ) | ۸۰ کیلوگرم (۱۸۰ پوند) | ۳۴۳ سانتیمتر (۱۳۵ اینچ) | ۳۳۳ سانتیمتر (۱۳۱ اینچ) | لوبه تریا              |
| 8      | میلان کاتیچ           | ۲۲ اکتبر ۱۹۹۳   | ۲٫۰۲ متر (۶ فوت ۸ اینچ) | ۹۹ کیلوگرم (۲۱۸ پوند) | ۳۴۵ سانتیمتر (۱۳۶ اینچ) | ۳۳۱ سانتیمتر (۱۳۰ اینچ) | وویوودینا              |
| 9      | نیکولا یوویچ          | ۱۳ فوریه ۱۹۹۲   | ۱٫۹۷ متر (۶ فوت ۶ اینچ) | ۷۵ کیلوگرم (۱۶۵ پوند) | ۳۳۵ سانتیمتر (۱۳۲ اینچ) | ۳۱۵ سانتیمتر (۱۲۴ اینچ) | گونزاگا میلان          |
| 10     | کنستانتین سوپکوویچ    | ۲ ژانویه ۱۹۸۷   | ۲٫۰۲ متر (۶ فوت ۸ اینچ) | ۹۰ کیلوگرم (۲۰۰ پوند) | ۳۳۷ سانتیمتر (۱۳۳ اینچ) | ۳۱۵ سانتیمتر (۱۲۴ اینچ) | ووچنیچکا بیدگوشچ       |
| 11     | میهایلو میتیچ         | ۱۷ سپتامبر ۱۹۹۰ | ۲٫۰۱ متر (۶ فوت ۷ اینچ) | ۸۶ کیلوگرم (۱۹۰ پوند) | ۳۴۵ سانتیمتر (۱۳۶ اینچ) | ۳۲۰ سانتیمتر (۱۳۰ اینچ) | شومون ۵۲               |
| 12     | دیان رادیچ            | ۶ نوامبر ۱۹۸۴   | ۲٫۰۰ متر (۶ فوت ۷ اینچ) | ۹۵ کیلوگرم (۲۰۹ پوند) | ۳۶۰ سانتیمتر (۱۴۰ اینچ) | ۳۴۰ سانتیمتر (۱۳۰ اینچ) | آ. اس. کن              |
| 13     | دوشان پتکوویچ         | ۲۷ ژانویه ۱۹۹۲  | ۲٫۰۲ متر (۶ فوت ۸ اینچ) | ۸۶ کیلوگرم (۱۹۰ پوند) | ۳۲۸ سانتیمتر (۱۲۹ اینچ) | ۳۱۰ سانتیمتر (۱۲۰ اینچ) | آ. اس. کن              |
| 14     | الکساندر آتاناسیویچ   | ۴ سپتامبر ۱۹۹۱  | ۲٫۰۰ متر (۶ فوت ۷ اینچ) | ۹۲ کیلوگرم (۲۰۳ پوند) | ۳۵۰ سانتیمتر (۱۴۰ اینچ) | ۳۲۹ سانتیمتر (۱۳۰ اینچ) | سر سافتی اومبریا پروجا |
| 15     | ساشا استاروویچ        | ۱۹ اکتبر ۱۹۸۸   | ۲٫۰۷ متر (۶ فوت ۹ اینچ) | ۸۹ کیلوگرم (۱۹۶ پوند) | ۳۳۵ سانتیمتر (۱۳۲ اینچ) | ۳۲۱ سانتیمتر (۱۲۶ اینچ) | لاتینا                 |
| 16     | الکسا برجوویچ         | ۲۹ ژوئیه ۱۹۹۳   | ۲٫۰۴ متر (۶ فوت ۸ اینچ) | ۹۰ کیلوگرم (۲۰۰ پوند) | ۳۵۵ سانتیمتر (۱۴۰ اینچ) | ۳۳۰ سانتیمتر (۱۳۰ اینچ) | اسکرا بلچاتوف          |
| 17     | نون مایستوروویچ       | ۱۷ مارس ۱۹۸۹    | ۱٫۹۲ متر (۶ فوت ۴ اینچ) | ۸۳ کیلوگرم (۱۸۳ پوند) | ۳۲۵ سانتیمتر (۱۲۸ اینچ) | ۳۱۵ سانتیمتر (۱۲۴ اینچ) | پارتیزان               |
| 18     | مارکو پودراشچانین     | ۲۹ اوت ۱۹۸۷     | ۲٫۰۴ متر (۶ فوت ۸ اینچ) | ۹۲ کیلوگرم (۲۰۳ پوند) | ۳۵۴ سانتیمتر (۱۳۹ اینچ) | ۳۳۲ سانتیمتر (۱۳۱ اینچ) | لوبه تریا              |
| 19     | نیکولا روسیچ          | ۵ اوت ۱۹۸۴      | ۱٫۹۲ متر (۶ فوت ۴ اینچ) | ۸۵ کیلوگرم (۱۸۷ پوند) | ۳۳۰ سانتیمتر (۱۳۰ اینچ) | ۳۲۰ سانتیمتر (۱۳۰ اینچ) | تومیس کنستانتا         |
| 20     | سرچکو لیسیناچ         | ۱۷ مه ۱۹۹۲      | ۲٫۰۵ متر (۶ فوت ۹ اینچ) | ۷۹ کیلوگرم (۱۷۴ پوند) | ۳۵۵ سانتیمتر (۱۴۰ اینچ) | ۳۴۲ سانتیمتر (۱۳۵ اینچ) | اسکرا بلچاتوف          |
| 21     | پتار کرسمانویچ        | ۱ ژوئن ۱۹۹۰     | ۲٫۰۵ متر (۶ فوت ۹ اینچ) | ۹۸ کیلوگرم (۲۱۶ پوند) | ۳۵۴ سانتیمتر (۱۳۹ اینچ) | ۳۳۰ سانتیمتر (۱۳۰ اینچ) | بودوا                  |
| 22     | الکساندر اوکولیچ      | ۲۶ ژوئن ۱۹۹۳    | ۲٫۰۵ متر (۶ فوت ۹ اینچ) | ۹۰ کیلوگرم (۲۰۰ پوند) | ۳۴۷ سانتیمتر (۱۳۷ اینچ) | ۳۲۰ سانتیمتر (۱۳۰ اینچ) | ستاره سرخ بلگراد       |
| 23     | درازن لوبوریچ         | ۲ نوامبر ۱۹۹۳   | ۲٫۰۲ متر (۶ فوت ۸ اینچ) | ۹۰ کیلوگرم (۲۰۰ پوند) | ۳۳۷ سانتیمتر (۱۳۳ اینچ) | ۳۳۱ سانتیمتر (۱۳۰ اینچ) | وویوودینا              |
| 24     | میلیا مرداک           | ۲۶ اکتبر ۱۹۹۱   | ۲٫۰۱ متر (۶ فوت ۷ اینچ) | ۸۶ کیلوگرم (۱۹۰ پوند) | ۳۵۰ سانتیمتر (۱۴۰ اینچ) | ۳۳۵ سانتیمتر (۱۳۲ اینچ) | پارتیزان               |
| 25     | بویان رایکوویچ        | ۱۵ فوریه ۱۹۹۱   | ۱٫۹۰ متر (۶ فوت ۳ اینچ) | ۷۱ کیلوگرم (۱۵۷ پوند) | ۳۱۵ سانتیمتر (۱۲۴ اینچ) | ۳۰۲ سانتیمتر (۱۱۹ اینچ) | پارتیزان               |

### گلدان B

#### ایران
فهرست ایران.
سرمربی:  اسلوبودان کواچ
| شماره. | نام                  | تاریخ تولد      | قد                       | وزن                   | اسپک                    | دفاع                    | باشگاه ۲۰۱۴       |
| ------ | -------------------- | --------------- | ------------------------ | --------------------- | ----------------------- | ----------------------- | ----------------- |
| 1      | شهرام محمودی         | ۲۰ ژوئیه ۱۹۸۸   | ۱٫۹۸ متر (۶ فوت ۶ اینچ)  | ۹۵ کیلوگرم (۲۰۹ پوند) | ۳۴۷ سانتیمتر (۱۳۷ اینچ) | ۳۳۲ سانتیمتر (۱۳۱ اینچ) | شهرداری ارومیه    |
| 2      | میلاد عبادی پور      | ۱۷ اکتبر ۱۹۹۳   | ۱٫۹۶ متر (۶ فوت ۵ اینچ)  | ۷۸ کیلوگرم (۱۷۲ پوند) | ۳۵۰ سانتیمتر (۱۴۰ اینچ) | ۳۱۰ سانتیمتر (۱۲۰ اینچ) | شهرداری ارومیه    |
| 3      | سامان فائزی          | ۲۳ اوت ۱۹۹۱     | ۲٫۰۴ متر (۶ فوت ۸ اینچ)  | ۸۷ کیلوگرم (۱۹۲ پوند) | ۳۴۳ سانتیمتر (۱۳۵ اینچ) | ۳۳۵ سانتیمتر (۱۳۲ اینچ) | پیکان تهران       |
| 4      | سعید معروف (C)       | ۲۰ اکتبر ۱۹۸۵   | ۱٫۸۹ متر (۶ فوت ۲ اینچ)  | ۸۱ کیلوگرم (۱۷۹ پوند) | ۳۳۱ سانتیمتر (۱۳۰ اینچ) | ۳۱۱ سانتیمتر (۱۲۲ اینچ) | زنیت کازان        |
| 5      | فرهاد قائمی          | ۲۸ اوت ۱۹۸۹     | ۱٫۹۷ متر (۶ فوت ۶ اینچ)  | ۷۳ کیلوگرم (۱۶۱ پوند) | ۳۵۵ سانتیمتر (۱۴۰ اینچ) | ۳۳۵ سانتیمتر (۱۳۲ اینچ) | پیکان تهران       |
| 6      | محمد موسوی عراقی     | ۲۲ اوت ۱۹۸۷     | ۲٫۰۳ متر (۶ فوت ۸ اینچ)  | ۸۶ کیلوگرم (۱۹۰ پوند) | ۳۶۲ سانتیمتر (۱۴۳ اینچ) | ۳۴۴ سانتیمتر (۱۳۵ اینچ) | پیکان تهران       |
| 7      | حمزه زرینی           | ۱۸ اکتبر ۱۹۸۵   | ۱٫۹۸ متر (۶ فوت ۶ اینچ)  | ۹۸ کیلوگرم (۲۱۶ پوند) | ۳۵۱ سانتیمتر (۱۳۸ اینچ) | ۳۳۰ سانتیمتر (۱۳۰ اینچ) | متین ورامین       |
| 8      | فرهاد ظریف           | ۳ مارس ۱۹۸۳     | ۱٫۶۵ متر (۵ فوت ۵ اینچ)  | ۶۰ کیلوگرم (۱۳۰ پوند) | ۲۹۰ سانتیمتر (۱۱۰ اینچ) | ۲۷۱ سانتیمتر (۱۰۷ اینچ) | میزان خراسان      |
| 9      | عادل غلامی           | ۹ فوریه ۱۹۸۶    | ۱٫۹۵ متر (۶ فوت ۵ اینچ)  | ۸۸ کیلوگرم (۱۹۴ پوند) | ۳۴۱ سانتیمتر (۱۳۴ اینچ) | ۳۳۰ سانتیمتر (۱۳۰ اینچ) | میزان خراسان      |
| 10     | امیر غفور            | ۶ ژوئن ۱۹۹۱     | ۲٫۰۲ متر (۶ فوت ۸ اینچ)  | ۹۰ کیلوگرم (۲۰۰ پوند) | ۳۵۴ سانتیمتر (۱۳۹ اینچ) | ۳۳۴ سانتیمتر (۱۳۱ اینچ) | متین ورامین       |
| 11     | فرهاد پیروت‌پور       | ۲۱ فوریه ۱۹۹۱   | ۱٫۹۷ متر (۶ فوت ۶ اینچ)  | ۹۰ کیلوگرم (۲۰۰ پوند) | ۳۶۰ سانتیمتر (۱۴۰ اینچ) | ۳۵۰ سانتیمتر (۱۴۰ اینچ) | شهرداری ارومیه    |
| 12     | مجتبی میرزاجانپور    | ۷ اکتبر ۱۹۹۱    | ۲٫۰۵ متر (۶ فوت ۹ اینچ)  | ۸۸ کیلوگرم (۱۹۴ پوند) | ۳۲۵ سانتیمتر (۱۲۸ اینچ) | ۳۱۵ سانتیمتر (۱۲۴ اینچ) | پیکان تهران       |
| 13     | مهدی مهدوی           | ۱۳ فوریه ۱۹۸۴   | ۱٫۹۱ متر (۶ فوت ۳ اینچ)  | ۹۶ کیلوگرم (۲۱۲ پوند) | ۳۳۰ سانتیمتر (۱۳۰ اینچ) | ۳۱۰ سانتیمتر (۱۲۰ اینچ) | میزان خراسان      |
| 14     | آرش کشاورزی          | ۱۶ فوریه ۱۹۸۷   | ۱٫۹۸ متر (۶ فوت ۶ اینچ)  | ۹۴ کیلوگرم (۲۰۷ پوند) | ۳۴۴ سانتیمتر (۱۳۵ اینچ) | ۳۲۵ سانتیمتر (۱۲۸ اینچ) | متین ورامین       |
| 15     | مصطفی شریفات         | ۱۶ سپتامبر ۱۹۸۷ | ۲٫۰۴ متر (۶ فوت ۸ اینچ)  | ۸۵ کیلوگرم (۱۸۷ پوند) | ۳۳۲ سانتیمتر (۱۳۱ اینچ) | ۳۱۳ سانتیمتر (۱۲۳ اینچ) | متین ورامین       |
| 16     | عبدالرضا علیزاده     | ۱۹ فوریه ۱۹۸۷   | ۱٫۸۳ متر (۶ فوت ۰ اینچ)  | ۸۰ کیلوگرم (۱۸۰ پوند) | ۲۷۲ سانتیمتر (۱۰۷ اینچ) | ۲۵۲ سانتیمتر (۹۹ اینچ)  | شهرداری ارومیه    |
| 17     | پوریا فیاضی          | ۱۲ ژانویه ۱۹۹۳  | ۱٫۹۴ متر (۶ فوت ۴ اینچ)  | ۸۷ کیلوگرم (۱۹۲ پوند) | ۳۴۸ سانتیمتر (۱۳۷ اینچ) | ۳۲۶ سانتیمتر (۱۲۸ اینچ) | شهرداری ارومیه    |
| 18     | محمدطاهر وادی        | ۱۰ اکتبر ۱۹۸۹   | ۱٫۹۴ متر (۶ فوت ۴ اینچ)  | ۷۲ کیلوگرم (۱۵۹ پوند) | ۳۲۹ سانتیمتر (۱۳۰ اینچ) | ۳۱۵ سانتیمتر (۱۲۴ اینچ) | متین ورامین       |
| 19     | مهدی مرندی           | ۱۲ مه ۱۹۸۶      | ۱٫۷۲ متر (۵ فوت ۸ اینچ)  | ۶۹ کیلوگرم (۱۵۲ پوند) | ۲۹۵ سانتیمتر (۱۱۶ اینچ) | ۲۸۰ سانتیمتر (۱۱۰ اینچ) | شهرداری تبریز     |
| 20     | میکائیل تاجر         | ۱ مه ۱۹۸۴       | ۲٫۰۱ متر (۶ فوت ۷ اینچ)  | ۸۰ کیلوگرم (۱۸۰ پوند) | ۳۳۵ سانتیمتر (۱۳۲ اینچ) | ۳۱۵ سانتیمتر (۱۲۴ اینچ) | شهرداری تبریز     |
| 21     | رضا عابدینی          | ۱۹ مه ۱۹۹۱      | ۲٫۰۳ متر (۶ فوت ۸ اینچ)  | ۹۳ کیلوگرم (۲۰۵ پوند) | ۳۵۴ سانتیمتر (۱۳۹ اینچ) | ۳۴۸ سانتیمتر (۱۳۷ اینچ) | وزارت دفاع        |
| 22     | حسن صنوبری           | ۱۱ ژوئیه ۱۹۸۹   | ۲٫۱۰ متر (۶ فوت ۱۱ اینچ) | ۹۴ کیلوگرم (۲۰۷ پوند) | ۳۷۰ سانتیمتر (۱۵۰ اینچ) | ۳۶۱ سانتیمتر (۱۴۲ اینچ) | شهرداری تبریز     |
| 23     | علی شفیعی            | ۲۱ سپتامبر ۱۹۹۱ | ۱٫۹۰ متر (۶ فوت ۳ اینچ)  | ۸۰ کیلوگرم (۱۸۰ پوند) | ۳۴۸ سانتیمتر (۱۳۷ اینچ) | ۳۴۵ سانتیمتر (۱۳۶ اینچ) | نوین کشاورز تهران |
| 24     | محمد جواد معنوی نژاد | ۲۷ نوامبر ۱۹۹۵  | ۲٫۰۰ متر (۶ فوت ۷ اینچ)  | ۸۴ کیلوگرم (۱۸۵ پوند) | ۳۴۰ سانتیمتر (۱۳۰ اینچ) | ۳۲۰ سانتیمتر (۱۳۰ اینچ) | پیکان تهران       |
| 25     | رسول نجفی            | ۲۳ ژوئیه ۱۹۹۱   | ۱٫۹۶ متر (۶ فوت ۵ اینچ)  | ۸۵ کیلوگرم (۱۸۷ پوند) | ۳۲۵ سانتیمتر (۱۲۸ اینچ) | ۳۱۷ سانتیمتر (۱۲۵ اینچ) | وزارت دفاع        |

#### لهستان
فهرست لهستان.
سرمربی: استفان آنتیگا
| شماره. | نام              | تاریخ تولد      | قد                       | وزن                    | اسپک                    | دفاع                    | باشگاه ۲۰۱۴          |
| ------ | ---------------- | --------------- | ------------------------ | ---------------------- | ----------------------- | ----------------------- | -------------------- |
| 1      | پیوتر نواکوفسکی  | ۱۸ دسامبر ۱۹۸۷  | ۲٫۰۵ متر (۶ فوت ۹ اینچ)  | ۹۰ کیلوگرم (۲۰۰ پوند)  | ۳۵۵ سانتیمتر (۱۴۰ اینچ) | ۳۴۰ سانتیمتر (۱۳۰ اینچ) | آسیکو رسوویا ژشوف    |
| 2      | ویچیخ گژب        | ۴ ژانویه ۱۹۸۱   | ۲٫۰۵ متر (۶ فوت ۹ اینچ)  | ۱۰۴ کیلوگرم (۲۲۹ پوند) | ۳۶۰ سانتیمتر (۱۴۰ اینچ) | ۳۴۰ سانتیمتر (۱۳۰ اینچ) | لوتوس ترفل گدانسک    |
| 3      | داوید کونارسکی   | ۳۱ اوت ۱۹۸۹     | ۱٫۹۸ متر (۶ فوت ۶ اینچ)  | ۹۳ کیلوگرم (۲۰۵ پوند)  | ۳۵۳ سانتیمتر (۱۳۹ اینچ) | ۳۲۰ سانتیمتر (۱۳۰ اینچ) | آسیکو رسوویا ژشوف    |
| 4      | یاکوب یاروش      | ۱۰ فوریه ۱۹۸۷   | ۱٫۹۵ متر (۶ فوت ۵ اینچ)  | ۸۴ کیلوگرم (۱۸۵ پوند)  | ۳۵۳ سانتیمتر (۱۳۹ اینچ) | ۳۲۸ سانتیمتر (۱۲۹ اینچ) | ترانسفر بیدگوشچ      |
| 5      | گژگوش پایانک     | ۱ ژانویه ۱۹۸۷   | ۱٫۹۶ متر (۶ فوت ۵ اینچ)  | ۸۶ کیلوگرم (۱۹۰ پوند)  | ۳۴۲ سانتیمتر (۱۳۵ اینچ) | ۳۲۰ سانتیمتر (۱۳۰ اینچ) | افکتور کیلتس         |
| 6      | بارتوش کورک      | ۲۹ اوت ۱۹۸۸     | ۲٫۰۵ متر (۶ فوت ۹ اینچ)  | ۸۷ کیلوگرم (۱۹۲ پوند)  | ۳۵۲ سانتیمتر (۱۳۹ اینچ) | ۳۲۶ سانتیمتر (۱۲۸ اینچ) | لوبه تریا            |
| 7      | کارول کلوس       | ۸ اوت ۱۹۸۹      | ۲٫۰۱ متر (۶ فوت ۷ اینچ)  | ۸۷ کیلوگرم (۱۹۲ پوند)  | ۳۵۷ سانتیمتر (۱۴۱ اینچ) | ۳۲۶ سانتیمتر (۱۲۸ اینچ) | آسیکو رسوویا ژشوف    |
| 8      | آندرژی ورونا     | ۲۷ دسامبر ۱۹۸۸  | ۲٫۰۵ متر (۶ فوت ۹ اینچ)  | ۹۵ کیلوگرم (۲۰۹ پوند)  | ۳۵۰ سانتیمتر (۱۴۰ اینچ) | ۲۶۵ سانتیمتر (۱۰۴ اینچ) | آسیکو رسوویا ژشوف    |
| 9      | بارتولومیو بولژ  | ۲۸ سپتامبر ۱۹۸۴ | ۲٫۰۳ متر (۶ فوت ۸ اینچ)  | ۹۷ کیلوگرم (۲۱۴ پوند)  | ۳۶۰ سانتیمتر (۱۴۰ اینچ) | ۳۳۵ سانتیمتر (۱۳۲ اینچ) | چارنی رادوم          |
| 10     | دامیان ویتاشک    | ۷ سپتامبر ۱۹۸۸  | ۱٫۸ متر (۵ فوت ۱۱ اینچ)  | ۷۶ کیلوگرم (۱۶۸ پوند)  | ۳۳۰ سانتیمتر (۱۳۰ اینچ) | ۳۰۱ سانتیمتر (۱۱۹ اینچ) | یازچمبسکی ونگل       |
| 11     | فابین دژیزگا     | ۳ ژانویه ۱۹۹۰   | ۱٫۹۶ متر (۶ فوت ۵ اینچ)  | ۹۰ کیلوگرم (۲۰۰ پوند)  | ۳۲۵ سانتیمتر (۱۲۸ اینچ) | ۳۰۴ سانتیمتر (۱۲۰ اینچ) | آسیکو رسوویا ژشوف    |
| 12     | گژگوش لوماچ      | ۱ اکتبر ۱۹۸۷    | ۱٫۸۷ متر (۶ فوت ۲ اینچ)  | ۸۰ کیلوگرم (۱۸۰ پوند)  | ۳۳۵ سانتیمتر (۱۳۲ اینچ) | ۳۱۵ سانتیمتر (۱۲۴ اینچ) | لوبین کوپروم         |
| 13     | میخال کوبیاک     | ۲۳ فوریه ۱۹۸۸   | ۱٫۹۱ متر (۶ فوت ۳ اینچ)  | ۸۰ کیلوگرم (۱۸۰ پوند)  | ۳۲۸ سانتیمتر (۱۲۹ اینچ) | ۳۱۲ سانتیمتر (۱۲۳ اینچ) | هالک بانک            |
| 14     | مارسین والینسکی  | ۲۴ اکتبر ۱۹۹۰   | ۱٫۹۵ متر (۶ فوت ۵ اینچ)  | ۸۵ کیلوگرم (۱۸۷ پوند)  | ۳۳۸ سانتیمتر (۱۳۳ اینچ) | ۳۱۳ سانتیمتر (۱۲۳ اینچ) | ترانسفر بیدگوشچ      |
| 15     | پیوتر گاسک       | ۱۶ سپتامبر ۱۹۷۸ | ۱٫۸۵ متر (۶ فوت ۱ اینچ)  | ۷۸ کیلوگرم (۱۷۲ پوند)  | ۳۲۵ سانتیمتر (۱۲۸ اینچ) | ۳۰۵ سانتیمتر (۱۲۰ اینچ) | لوتوس ترفل گدانسک    |
| 16     | میخال کنجیرسکی   | ۹ اوت ۱۹۹۴      | ۱٫۹۴ متر (۶ فوت ۴ اینچ)  | ۸۶ کیلوگرم (۱۹۰ پوند)  | ۳۳۰ سانتیمتر (۱۳۰ اینچ) | ۳۰۰ سانتیمتر (۱۲۰ اینچ) | چارنی رادوم          |
| 17     | پاول زاتورسکی    | ۲۱ ژوئن ۱۹۹۰    | ۱٫۸۴ متر (۶ فوت ۰ اینچ)  | ۷۳ کیلوگرم (۱۶۱ پوند)  | ۳۲۸ سانتیمتر (۱۲۹ اینچ) | ۳۰۴ سانتیمتر (۱۲۰ اینچ) | زاکسا کیدژیرژن کوژله |
| 18     | مارسین مژدونک    | ۹ فوریه ۱۹۸۵    | ۲٫۱۱ متر (۶ فوت ۱۱ اینچ) | ۹۳ کیلوگرم (۲۰۵ پوند)  | ۳۵۸ سانتیمتر (۱۴۱ اینچ) | ۳۳۸ سانتیمتر (۱۳۳ اینچ) | هالک بانک            |
| 19     | شیمون روماچ      | ۱ اکتبر ۱۹۹۲    | ۱٫۹۶ متر (۶ فوت ۵ اینچ)  | ۸۹ کیلوگرم (۱۹۶ پوند)  | ۳۳۶ سانتیمتر (۱۳۲ اینچ) | ۳۰۹ سانتیمتر (۱۲۲ اینچ) | لوبین کوپروم         |
| 20     | متئوش میکا       | ۲۱ ژانویه ۱۹۹۱  | ۲٫۰۶ متر (۶ فوت ۹ اینچ)  | ۸۶ کیلوگرم (۱۹۰ پوند)  | ۳۵۲ سانتیمتر (۱۳۹ اینچ) | ۳۲۰ سانتیمتر (۱۳۰ اینچ) | لوتوس ترفل گدانسک    |
| 21     | رافال بوشک       | ۲۸ آوریل ۱۹۸۷   | ۱٫۹۴ متر (۶ فوت ۴ اینچ)  | ۸۱ کیلوگرم (۱۷۹ پوند)  | ۳۴۵ سانتیمتر (۱۳۶ اینچ) | ۳۲۷ سانتیمتر (۱۲۹ اینچ) | آسیکو رسوویا ژشوف    |
| 22     | بارتوش بدنوژ     | ۲۵ ژوئیه ۱۹۹۴   | ۲٫۰۱ متر (۶ فوت ۷ اینچ)  | ۸۴ کیلوگرم (۱۸۵ پوند)  | ۳۵۰ سانتیمتر (۱۴۰ اینچ) | ۳۱۵ سانتیمتر (۱۲۴ اینچ) | آزتس اولشتین         |
| 23     | متئوش بینیک      | ۵ آوریل ۱۹۹۴    | ۲٫۱ متر (۶ فوت ۱۱ اینچ)  | ۹۸ کیلوگرم (۲۱۶ پوند)  | ۳۵۱ سانتیمتر (۱۳۸ اینچ) | ۳۲۶ سانتیمتر (۱۲۸ اینچ) | افکتور کیلتس         |
| 24     | الکساندر اشلیوکا | ۲۴ مه ۱۹۹۵      | ۱٫۹۴ متر (۶ فوت ۴ اینچ)  | ۷۸ کیلوگرم (۱۷۲ پوند)  | ۳۳۷ سانتیمتر (۱۳۳ اینچ) | ۳۲۱ سانتیمتر (۱۲۶ اینچ) | آزتس پلی تکنیک ورشو  |
| 25     | آرتور چالپک      | ۲۰ مارس ۱۹۹۵    | ۲ متر (۶ فوت ۷ اینچ)     | ۸۵ کیلوگرم (۱۸۷ پوند)  | ۳۴۵ سانتیمتر (۱۳۶ اینچ) | ۳۱۹ سانتیمتر (۱۲۶ اینچ) | آزتس پلی تکنیک ورشو  |

#### روسیه
فهرست روسیه.
سرمربی: آندری ورونکوف
| شماره. | نام                | تاریخ تولد      | قد                       | وزن                    | اسپک                    | دفاع                    | باشگاه ۲۰۱۴          |
| ------ | ------------------ | --------------- | ------------------------ | ---------------------- | ----------------------- | ----------------------- | -------------------- |
| 1      | سرگئی آنتیپکین     | ۲۸ مارس ۱۹۸۶    | ۱٫۹۷ متر (۶ فوت ۶ اینچ)  | ۹۲ کیلوگرم (۲۰۳ پوند)  | ۳۳۵ سانتیمتر (۱۳۲ اینچ) | ۳۲۳ سانتیمتر (۱۲۷ اینچ) | گازپروم یوگرا        |
| 2      | دنیس بیریکوف       | ۱۲ دسامبر ۱۹۸۸  | ۲٫۰۲ متر (۶ فوت ۸ اینچ)  | ۹۳ کیلوگرم (۲۰۵ پوند)  | ۳۵۲ سانتیمتر (۱۳۹ اینچ) | ۳۲۴ سانتیمتر (۱۲۸ اینچ) | دینامو مسکو          |
| 3      | پاول کروگلوف       | ۹ سپتامبر ۱۹۸۵  | ۲٫۰۵ متر (۶ فوت ۹ اینچ)  | ۹۸ کیلوگرم (۲۱۶ پوند)  | ۳۵۱ سانتیمتر (۱۳۸ اینچ) | ۳۴۲ سانتیمتر (۱۳۵ اینچ) | دینامو مسکو          |
| 4      | آرتم ولویچ         | ۲۲ ژانویه ۱۹۹۰  | ۲٫۰۸ متر (۶ فوت ۱۰ اینچ) | ۹۶ کیلوگرم (۲۱۲ پوند)  | ۳۵۰ سانتیمتر (۱۴۰ اینچ) | ۳۳۰ سانتیمتر (۱۳۰ اینچ) | لوکوموتیو نووسیبیرسک |
| 5      | سرگئی گرانکین      | ۲۱ ژانویه ۱۹۸۵  | ۱٫۹۵ متر (۶ فوت ۵ اینچ)  | ۹۶ کیلوگرم (۲۱۲ پوند)  | ۳۵۱ سانتیمتر (۱۳۸ اینچ) | ۳۲۰ سانتیمتر (۱۳۰ اینچ) | دینامو مسکو          |
| 6      | اوگنی سیوژلز       | ۶ اوت ۱۹۸۶      | ۱٫۹۶ متر (۶ فوت ۵ اینچ)  | ۹۰ کیلوگرم (۲۰۰ پوند)  | ۳۳۰ سانتیمتر (۱۳۰ اینچ) | ۳۲۰ سانتیمتر (۱۳۰ اینچ) | زنیت کازان           |
| 7      | نیکولای پاولوف     | ۲۲ مه ۱۹۸۲      | ۱٫۹۶ متر (۶ فوت ۵ اینچ)  | ۹۳ کیلوگرم (۲۰۵ پوند)  | ۳۴۲ سانتیمتر (۱۳۵ اینچ) | ۳۲۱ سانتیمتر (۱۲۶ اینچ) | گابرنیا              |
| 8      | سرگئی تتیوخین      | ۲۳ سپتامبر ۱۹۷۵ | ۱٫۹۷ متر (۶ فوت ۶ اینچ)  | ۸۹ کیلوگرم (۱۹۶ پوند)  | ۳۴۵ سانتیمتر (۱۳۶ اینچ) | ۳۳۸ سانتیمتر (۱۳۳ اینچ) | بلوگوری              |
| 9      | الکسی اسپریدونوف   | ۲۶ ژوئن ۱۹۸۸    | ۱٫۹۶ متر (۶ فوت ۵ اینچ)  | ۹۶ کیلوگرم (۲۱۲ پوند)  | ۳۴۷ سانتیمتر (۱۳۷ اینچ) | ۳۲۸ سانتیمتر (۱۲۹ اینچ) | زنیت کازان           |
| 10     | سرگئی ساوین        | ۷ اکتبر ۱۹۸۸    | ۲٫۰۱ متر (۶ فوت ۷ اینچ)  | ۹۲ کیلوگرم (۲۰۳ پوند)  | ۳۴۳ سانتیمتر (۱۳۵ اینچ) | ۳۲۵ سانتیمتر (۱۲۸ اینچ) | گابرنیا              |
| 11     | آندری آشچف         | ۱۰ مه ۱۹۸۳      | ۲٫۰۲ متر (۶ فوت ۸ اینچ)  | ۱۰۵ کیلوگرم (۲۳۱ پوند) | ۳۵۰ سانتیمتر (۱۴۰ اینچ) | ۳۳۸ سانتیمتر (۱۳۳ اینچ) | زنیت کازان           |
| 12     | الکساندر بوتکو     | ۱۸ مارس ۱۹۸۶    | ۱٫۹۸ متر (۶ فوت ۶ اینچ)  | ۹۷ کیلوگرم (۲۱۴ پوند)  | ۳۳۹ سانتیمتر (۱۳۳ اینچ) | ۳۲۷ سانتیمتر (۱۲۹ اینچ) | لوکوموتیو نووسیبیرسک |
| 13     | دیمیتری موزرسکی    | ۲۹ اکتبر ۱۹۸۸   | ۲٫۱۸ متر (۷ فوت ۲ اینچ)  | ۱۰۴ کیلوگرم (۲۲۹ پوند) | ۳۷۵ سانتیمتر (۱۴۸ اینچ) | ۳۴۷ سانتیمتر (۱۳۷ اینچ) | بلوگوری              |
| 14     | الکساندر آبروسیموف | ۲۵ اوت ۱۹۸۳     | ۲٫۰۷ متر (۶ فوت ۹ اینچ)  | ۹۸ کیلوگرم (۲۱۶ پوند)  | ۳۴۱ سانتیمتر (۱۳۴ اینچ) | ۳۲۵ سانتیمتر (۱۲۸ اینچ) | لوکوموتیو نووسیبیرسک |
| 15     | دیمیتری ایلینیخ    | ۳۱ ژانویه ۱۹۸۷  | ۲٫۰۱ متر (۶ فوت ۷ اینچ)  | ۹۲ کیلوگرم (۲۰۳ پوند)  | ۳۳۸ سانتیمتر (۱۳۳ اینچ) | ۳۳۰ سانتیمتر (۱۳۰ اینچ) | بلوگوری              |
| 16     | الکسی وربوف        | ۳۱ ژانویه ۱۹۸۲  | ۱٫۸۳ متر (۶ فوت ۰ اینچ)  | ۷۹ کیلوگرم (۱۷۴ پوند)  | ۳۱۵ سانتیمتر (۱۲۴ اینچ) | ۳۱۰ سانتیمتر (۱۲۰ اینچ) | زنیت کازان           |
| 17     | ماکسیم میخائیلوف   | ۱۹ مارس ۱۹۸۸    | ۲٫۰۲ متر (۶ فوت ۸ اینچ)  | ۱۰۳ کیلوگرم (۲۲۷ پوند) | ۳۴۵ سانتیمتر (۱۳۶ اینچ) | ۳۳۰ سانتیمتر (۱۳۰ اینچ) | زنیت کازان           |
| 18     | پاول موروز         | ۲۶ فوریه ۱۹۸۷   | ۲٫۰۵ متر (۶ فوت ۹ اینچ)  | ۱۰۵ کیلوگرم (۲۳۱ پوند) | ۳۵۲ سانتیمتر (۱۳۹ اینچ) | ۳۴۳ سانتیمتر (۱۳۵ اینچ) | لوکوموتیو نووسیبیرسک |
| 19     | ایگور کلودیسنکی    | ۷ ژوئیه ۱۹۸۳    | ۱٫۹۴ متر (۶ فوت ۴ اینچ)  | ۹۲ کیلوگرم (۲۰۳ پوند)  | ۳۴۰ سانتیمتر (۱۳۰ اینچ) | ۳۲۵ سانتیمتر (۱۲۸ اینچ) | فاکل نووی اورنگوی    |
| 20     | الکسی اوبمچیف      | ۲۲ مه ۱۹۸۹      | ۱٫۸۸ متر (۶ فوت ۲ اینچ)  | ۸۰ کیلوگرم (۱۸۰ پوند)  | ۳۲۵ سانتیمتر (۱۲۸ اینچ) | ۳۱۰ سانتیمتر (۱۲۰ اینچ) | دینامو مسکو          |
| 21     | رومان براگین       | ۱۷ آوریل ۱۹۸۷   | ۱٫۸۷ متر (۶ فوت ۲ اینچ)  | ۸۲ کیلوگرم (۱۸۱ پوند)  | ۳۲۰ سانتیمتر (۱۳۰ اینچ) | ۳۰۵ سانتیمتر (۱۲۰ اینچ) | بلوگوری              |
| 22     | الکساندر مارکین    | ۲۸ ژوئیه ۱۹۹۰   | ۱٫۹۶ متر (۶ فوت ۵ اینچ)  | ۹۴ کیلوگرم (۲۰۷ پوند)  | ۳۴۰ سانتیمتر (۱۳۰ اینچ) | ۳۲۵ سانتیمتر (۱۲۸ اینچ) | دینامو مسکو          |
| 23     | ایلیا ولاسوف       | ۳ اوت ۱۹۹۵      | ۲٫۱۲ متر (۶ فوت ۱۱ اینچ) | ۹۸ کیلوگرم (۲۱۶ پوند)  | ۳۶۰ سانتیمتر (۱۴۰ اینچ) | ۳۴۵ سانتیمتر (۱۳۶ اینچ) | فاکل نووی اورنگوی    |
| 24     | آرتم اسمولیر       | ۴ فوریه ۱۹۸۵    | ۲٫۰۹ متر (۶ فوت ۱۰ اینچ) | ۹۷ کیلوگرم (۲۱۴ پوند)  | ۳۶۲ سانتیمتر (۱۴۳ اینچ) | ۳۴۳ سانتیمتر (۱۳۵ اینچ) | بلوگوری              |
| 25     | رومان مارتینیوک    | ۱۳ آوریل ۱۹۸۷   | ۱٫۸۲ متر (۶ فوت ۰ اینچ)  | ۷۵ کیلوگرم (۱۶۵ پوند)  | ۳۲۰ سانتیمتر (۱۳۰ اینچ) | ۳۱۰ سانتیمتر (۱۲۰ اینچ) | فاکل نووی اورنگوی    |

#### ایالات متحده آمریکا
فهرست ایالات متحده آمریکا 
سرمربی:  جان اسپرو
| شماره. | نام              | تاریخ تولد      | قد                       | وزن                    | اسپک                    | دفاع                    | باشگاه ۲۰۱۴             |
| ------ | ---------------- | --------------- | ------------------------ | ---------------------- | ----------------------- | ----------------------- | ----------------------- |
| 1      | مت اندرسون       | ۱۸ آوریل ۱۹۸۷   | ۲٫۰۲ متر (۶ فوت ۸ اینچ)  | ۱۰۰ کیلوگرم (۲۲۰ پوند) | ۳۶۰ سانتیمتر (۱۴۰ اینچ) | ۳۳۲ سانتیمتر (۱۳۱ اینچ) | زنیت کازان              |
| 2      | ارن راسل         | ۴ ژوئن ۱۹۹۳     | ۲٫۰۵ متر (۶ فوت ۹ اینچ)  | ۹۸ کیلوگرم (۲۱۶ پوند)  | ۳۵۶ سانتیمتر (۱۴۰ اینچ) | ۳۳۷ سانتیمتر (۱۳۳ اینچ) | تیم والیبال دانشگاه پن  |
| 3      | تیلور ساندر      | ۱۷ مارس ۱۹۹۲    | ۱٫۹۶ متر (۶ فوت ۵ اینچ)  | ۸۰ کیلوگرم (۱۸۰ پوند)  | ۳۴۵ سانتیمتر (۱۳۶ اینچ) | ۳۲۰ سانتیمتر (۱۳۰ اینچ) | بلو والی ورونا          |
| 4      | دیوید لی         | ۸ مارس ۱۹۸۲     | ۲٫۰۳ متر (۶ فوت ۸ اینچ)  | ۱۰۵ کیلوگرم (۲۳۱ پوند) | ۳۵۰ سانتیمتر (۱۴۰ اینچ) | ۳۲۵ سانتیمتر (۱۲۸ اینچ) | لوکوموتیو نووسیبیرسک    |
| 5      | راین امرمن       | ۳۰ دسامبر ۱۹۸۵  | ۲٫۰۵ متر (۶ فوت ۹ اینچ)  | ۹۰ کیلوگرم (۲۰۰ پوند)  | ۳۴۰ سانتیمتر (۱۳۰ اینچ) | ۳۳۰ سانتیمتر (۱۳۰ اینچ) |                         |
| 6      | پائول لوتمن      | ۳ نوامبر ۱۹۸۵   | ۲ متر (۶ فوت ۷ اینچ)     | ۱۰۲ کیلوگرم (۲۲۵ پوند) | ۳۳۶ سانتیمتر (۱۳۲ اینچ) | ۳۱۲ سانتیمتر (۱۲۳ اینچ) | آسیکو رسوویا ژشوف       |
| 7      | کاویکا شوجی      | ۱۱ نوامبر ۱۹۸۷  | ۱٫۹ متر (۶ فوت ۳ اینچ)   | ۷۹ کیلوگرم (۱۷۴ پوند)  | ۳۳۱ سانتیمتر (۱۳۰ اینچ) | ۳۱۵ سانتیمتر (۱۲۴ اینچ) | باشگاه شارلوتنبرگ برلین |
| 8      | رید پریدی        | ۱ اکتبر ۱۹۷۷    | ۱٫۹۴ متر (۶ فوت ۴ اینچ)  | ۸۹ کیلوگرم (۱۹۶ پوند)  | ۳۵۳ سانتیمتر (۱۳۹ اینچ) | ۳۳۰ سانتیمتر (۱۳۰ اینچ) |                         |
| 9      | مورفی تروی       | ۳۱ مه ۱۹۸۹      | ۲٫۰۲ متر (۶ فوت ۸ اینچ)  | ۹۹ کیلوگرم (۲۱۸ پوند)  | ۳۶۰ سانتیمتر (۱۴۰ اینچ) | ۳۵۰ سانتیمتر (۱۴۰ اینچ) | لوتوس ترفل گدانسک       |
| 10     | توماس جسکه       | ۴ سپتامبر ۱۹۹۳  | ۱٫۹۸ متر (۶ فوت ۶ اینچ)  | ۸۴ کیلوگرم (۱۸۵ پوند)  | ۳۴۸ سانتیمتر (۱۳۷ اینچ) | ۳۳۰ سانتیمتر (۱۳۰ اینچ) | دانشگاه لویولا          |
| 11     | میکا کریستنسون   | ۸ ژوئن ۱۹۹۳     | ۱٫۹۸ متر (۶ فوت ۶ اینچ)  | ۸۸ کیلوگرم (۱۹۴ پوند)  | ۳۴۹ سانتیمتر (۱۳۷ اینچ) | ۳۴۰ سانتیمتر (۱۳۰ اینچ) | تروجان کالیفرنیا        |
| 12     | راسل هولمز       | ۱ ژوئیه ۱۹۸۲    | ۲٫۰۵ متر (۶ فوت ۹ اینچ)  | ۹۵ کیلوگرم (۲۰۹ پوند)  | ۳۵۲ سانتیمتر (۱۳۹ اینچ) | ۳۳۵ سانتیمتر (۱۳۲ اینچ) | آسیکو رسوویا ژشوف       |
| 13     | تاوانا وافوتی    | ۲۵ سپتامبر ۱۹۸۷ | ۲ متر (۶ فوت ۷ اینچ)     | ۱۱۰ کیلوگرم (۲۴۰ پوند) | ۳۶۰ سانتیمتر (۱۴۰ اینچ) | ۳۴۰ سانتیمتر (۱۳۰ اینچ) | جاکارتا بی. ان آی. 46   |
| 14     | تری دفالکو       | ۱۰ آوریل ۱۹۹۷   | ۱٫۹۳ متر (۶ فوت ۴ اینچ)  | ۸۲ کیلوگرم (۱۸۱ پوند)  | ۳۲۸ سانتیمتر (۱۲۹ اینچ) | ۳۰۲ سانتیمتر (۱۱۹ اینچ) | هانتینگتن بیچ کلاب      |
| 15     | کارسون کلارک     | ۲۰ ژانویه ۱۹۸۹  | ۲٫۰۵ متر (۶ فوت ۹ اینچ)  | ۹۳ کیلوگرم (۲۰۵ پوند)  | ۳۶۵ سانتیمتر (۱۴۴ اینچ) | ۳۶۰ سانتیمتر (۱۴۰ اینچ) | سی. ای. پی              |
| 16     | جیسون جبنسکی     | ۲۳ ژوئیه ۱۹۸۵   | ۱٫۹۸ متر (۶ فوت ۶ اینچ)  | ۹۱ کیلوگرم (۲۰۱ پوند)  | ۳۴۵ سانتیمتر (۱۳۶ اینچ) | ۳۳۵ سانتیمتر (۱۳۲ اینچ) | فوجیان                  |
| 17     | ماکسول هولت      | ۱۲ مارس ۱۹۸۷    | ۲٫۰۵ متر (۶ فوت ۹ اینچ)  | ۹۰ کیلوگرم (۲۰۰ پوند)  | ۳۵۱ سانتیمتر (۱۳۸ اینچ) | ۳۳۳ سانتیمتر (۱۳۱ اینچ) | دینامو مسکو             |
| 18     | گرت موگوتیا      | ۲۶ فوریه ۱۹۸۸   | ۲٫۰۵ متر (۶ فوت ۹ اینچ)  | ۹۲ کیلوگرم (۲۰۳ پوند)  | ۳۵۹ سانتیمتر (۱۴۱ اینچ) | ۳۴۵ سانتیمتر (۱۳۶ اینچ) | فوجیان                  |
| 19     | آلفردو رفت       | ۱۵ دسامبر ۱۹۸۲  | ۱٫۷۸ متر (۵ فوت ۱۰ اینچ) | ۸۳ کیلوگرم (۱۸۳ پوند)  | ۳۱۹ سانتیمتر (۱۲۶ اینچ) | ۳۰۹ سانتیمتر (۱۲۲ اینچ) | تور                     |
| 20     | دیوید اسمیت      | ۱۵ مه ۱۹۸۵      | ۲٫۰۱ متر (۶ فوت ۷ اینچ)  | ۸۶ کیلوگرم (۱۹۰ پوند)  | ۳۴۸ سانتیمتر (۱۳۷ اینچ) | ۳۱۴ سانتیمتر (۱۲۴ اینچ) | لوتوس ترفل گدانسک       |
| 21     | داستین واتن      | ۲۷ اکتبر ۱۹۸۶   | ۱٫۸۲ متر (۶ فوت ۰ اینچ)  | ۸۰ کیلوگرم (۱۸۰ پوند)  | ۳۰۶ سانتیمتر (۱۲۰ اینچ) | ۲۹۵ سانتیمتر (۱۱۶ اینچ) | جی. اف. سی. او          |
| 22     | اریک شوجی        | ۲۴ اوت ۱۹۸۹     | ۱٫۸۴ متر (۶ فوت ۰ اینچ)  | ۸۳ کیلوگرم (۱۸۳ پوند)  | ۳۳۰ سانتیمتر (۱۳۰ اینچ) | ۳۲۱ سانتیمتر (۱۲۶ اینچ) | باشگاه شارلوتنبرگ برلین |
| 23     | ویلیام پرایس     | ۷ اکتبر ۱۹۸۷    | ۲٫۰۱ متر (۶ فوت ۷ اینچ)  | ۹۴ کیلوگرم (۲۰۷ پوند)  | ۳۷۰ سانتیمتر (۱۵۰ اینچ) | ۳۶۰ سانتیمتر (۱۴۰ اینچ) | بایک موتور              |
| 24     | دنیل مکدانل      | ۱۵ سپتامبر ۱۹۸۸ | ۲ متر (۶ فوت ۷ اینچ)     | ۹۰ کیلوگرم (۲۰۰ پوند)  | ۳۵۵ سانتیمتر (۱۴۰ اینچ) | ۳۴۵ سانتیمتر (۱۳۶ اینچ) | تور                     |
| 25     | گراهام مک‌ایلوانی | ۲ اوت ۱۹۹۲      | ۲٫۰۲ متر (۶ فوت ۸ اینچ)  | ۹۱ کیلوگرم (۲۰۱ پوند)  | ۳۴۲ سانتیمتر (۱۳۵ اینچ) | ۳۳۰ سانتیمتر (۱۳۰ اینچ) | مارینلیست               |